# Héctor Freschi
Héctor Freschi (22 de maig de 1911 - ?) fou un futbolista argentí.

## Selecció de l'Argentina
Va formar part de l'equip argentí a la Copa del Món de 1934.